# Tribanj Kruščica
Tribanj Kruščica je zaseok Tribnja u Općini Starigrad u Zadarskoj županiji.  

## Zemljopis
Naselje se nalazi 15 km zapadno od Starigrada u pravcu Rijeke na geografskoj širini 44°21'9.27" sjeverno i geografskoj dužini 15°18'57.43" južno.
Spominje se pod imenom Tribanj 1205. Stanovništvo je raspršeno sagradilo kuće zbog geografskog položaja između litica velebitskih i mora. Postoje tri zaseoka, Tribanj Mandalina, Tribanj Kruščica i Tribanj Šibuljine. 1879. u dokumentima se spominju zaseoci Bristovac (Brišće), Viniština, Javorje, Ljubotić, Trstanica, Reljinovac, Lukovac i Lisarica uz More.

## Gospodarstvo
Stanovništvo se uglavnom bavi ovčarstvom i kozarstvom, u novije vrijeme i turizmom.

## Spomenici i znamenitosti
- Crkva svetog Ante Padovanskog, 1883.
- sv. Marije Magdalene, 1181
- Gospe od Zdravlja,  1880. sagradila su je braća Zupčić
- Sv. Ivana Krstitelja-Glavoisjeka, gotovo srušena kapela u Javorju. Župna kuća je u ruševnom stanju te se nalazi u blizini crkve izgrađena 1840. te obnovljena 1903.[2]

## Uprava
Mjestom upravlja općina Starigrad. 